# Сихарулидзе, Иракли
Иракли Сихарулидзе (груз. ირაკლი სიხარულიძე; 18 июля 1990, Тбилиси, СССР) — грузинский футболист, нападающий тбилисского «Сабуртало». Выступал за сборную Грузии.

## Биография

### Клубная карьера
Начинал играть на профессиональном уровне в тбилисском «Динамо» в сезоне 2009/10. Летом 2011 года перешёл в клуб «ВИТ Джорджия», за который в первой части сезона 2011/12 провёл 12 матчей, после чего подписал контракт с «Металлург» (Рустави). В сезоне 2013/14 Сихарулидзе провёл полгода в аренде в клубе «Динамо» (Батуми) из первой лиги. После ухода из «Металлурга» выступал за различные команды высшей лиги Грузии, среди которых были «Зестафони», «Самтредиа» и «Сиони». В 2017 году Сихарулидзе подписал контракт с тбилисским «Локомотивом». В составе «Локомотива» игрок провёл 33 матча и забил 25 мячей, став лучшим бомбардиром чемпионата Грузии. При этом его команда заняла только 6 место.
После удачного сезона в Грузии, Сихарулидзе подписал контракт с чешским клуб «Словацко», однако из-за травмы он так и не сыграл за команду ни одного матча и уже летом перешёл в латвийский клуб РФС. Перед началом сезона 2019 вернулся в тбилисский «Локомотив».

### Карьера в сборной
Впервые получил вызов в сборную Грузии в сентябре 2017 года на отборочную игру чемпионата мира 2018 против сборной Ирландии, однако на поле не вышел. Вновь был вызван в сборную в ноябре того же года на товарищеские матчи со сборными Кипра и Беларуси. Дебютировал за сборную 10 ноября в матче против Кипра, в котором вышел на замену на 83-й минуте вместо Георгия Меребашвили. Также принял участие во встрече с Беларусью 13 ноября, в которой появился на поле в стартовом составе и стал автором одного из забитых мячей на 35-й минуте. На 80-й минуте был заменён, уступив место Валерию Казаишвили. В дальнейшем в сборную не вызывался.

## Достижения
- Лучший бомбардир чемпионата Грузии: 2017 (25 голов)